# Mönchengladbach
Mönchengladbach [mœnçənˈɡlatbaχ], is een kreisfreie Stadt in de Duitse deelstaat Noordrijn-Westfalen. De stad telt 259.665 inwoners (31 december 2020) op een oppervlakte van 170,47 km². Op 31 december 2020 had 18,98% van de inwoners een niet-Duits staatsburgerschap (49.285 niet-Duitsers) en hadden 1.180 inwoners het Nederlandse staatsburgerschap.

## Naamgeving
De naam van de stad is in de loop van de geschiedenis meermaals gewijzigd. De oorspronkelijke benaming van de stad was Gladbach, een naam die nog steeds wordt gebruikt. Om verwarring met een andere stad, Bergisch Gladbach, te vermijden werd in 1888 de naam München-Gladbach aangenomen. In 1933 werd het koppelteken tussen beide namen weggelaten. In 1950 werd de naam, met behoud van de notatie M. Gladbach, veranderd in Mönchen Gladbach omdat sommigen dachten dat de stad een wijk was van het grote München. In 1960 werd de huidige naam Mönchengladbach aangenomen.

## Stadsindeling
Het stadsgebied Mönchengladbach is ingedeeld in 10 districten (Stadtbezirke). Uit statistische overwegingen zijn de districten onderverdeeld in 44 wijken.
| - 01 Rheindahlen (27.111 inw.) - 011 Hehn - 012 Holt - 013 Hauptquartier - 014 Rheindahlen-Land - 015 Rheindahlen-Mitte - 02 Hardt (16.882 inw.) - 021 Hardt-Mitte - 022 Venn - 023 Hardter Wald - 03 Stadtmitte (57.740 inw.) - 031 Windberg - 032 Eicken - 033 Am Wasserturm - 034 Gladbach - 035 Waldhausen - 036 Westend - 037 Dahl - 038 Ohler | - 04 Volksgarten (23.303) - 041 Lürrip - 042 Hardterbroich, Pesch - 043 Bungt - 05 Neuwerk (20.980) - 051 Bettrath-Hoven - 052 Flughafen - 053 Neuwerk-Mitte - 054 Uedding - 06 Rheydt-West (24.209) - 061 Pongs - 062 Schrievers - 063 Grenzland-Stadion - 064 Schmölderpark - 065 Hockstein - 07 Rheydt-Mitte (41.270 ) - 071 Schloss Rheydt - 072 Bonnenbroich-Geneicken - 073 Rheydt | - 07 Rheydt-Mitte - 074 Mülfort - 075 Heyden - 076 Geistenbeck - 08 Odenkirchen (19.972) - 081 Odenkirchen-West - 082 Odenkirchen-Mitte - 083 Sasserath - 09 Giesenkirchen (15.763) - 091 Giesenkirchen-Nord - 092 Schelsen - 093 Giesenkirchen-Mitte - 10 Wickrath (17.876) - 101 Wickrath-Mitte - 102 Wickrath-West - 103 Wickrathberg - 104 Wanlo |

## Economie
Het district is bekend van de IJzeren Rijn, een goederenspoorlijn die Antwerpen via de Kempen en Nederlands Midden-Limburg met deze regio verbindt.

## Kunst en cultuur

### Bezienswaardigheden

#### Musea
- Museum Abteiberg

Museum voor Beeldende kunst uit de 20e en 21e eeuw. Onder meer met werken van Joseph Beuys, Richard Serra, Andy Warhol, Sigmar Polke, Gerhard Richter, Martin Kippenberger, Markus Oehlen, Heinz Mack, Ulrich Rückriem en Gregor Schneider.
- Skulpturengarten Museum Abteiberg

Gratis toegankelijk beeldenpark dat deel uitmaakt van Museum Abteiberg.
- Schloss Rheydt

Vaste collectie van kunst- en cultuurobjecten uit renaissance- en baroktijd en de textielgeschiedenis van Mönchengladbach.

#### Kerken
- Munster van Mönchengladbach
- Citykirche Alter Markt

### Sport

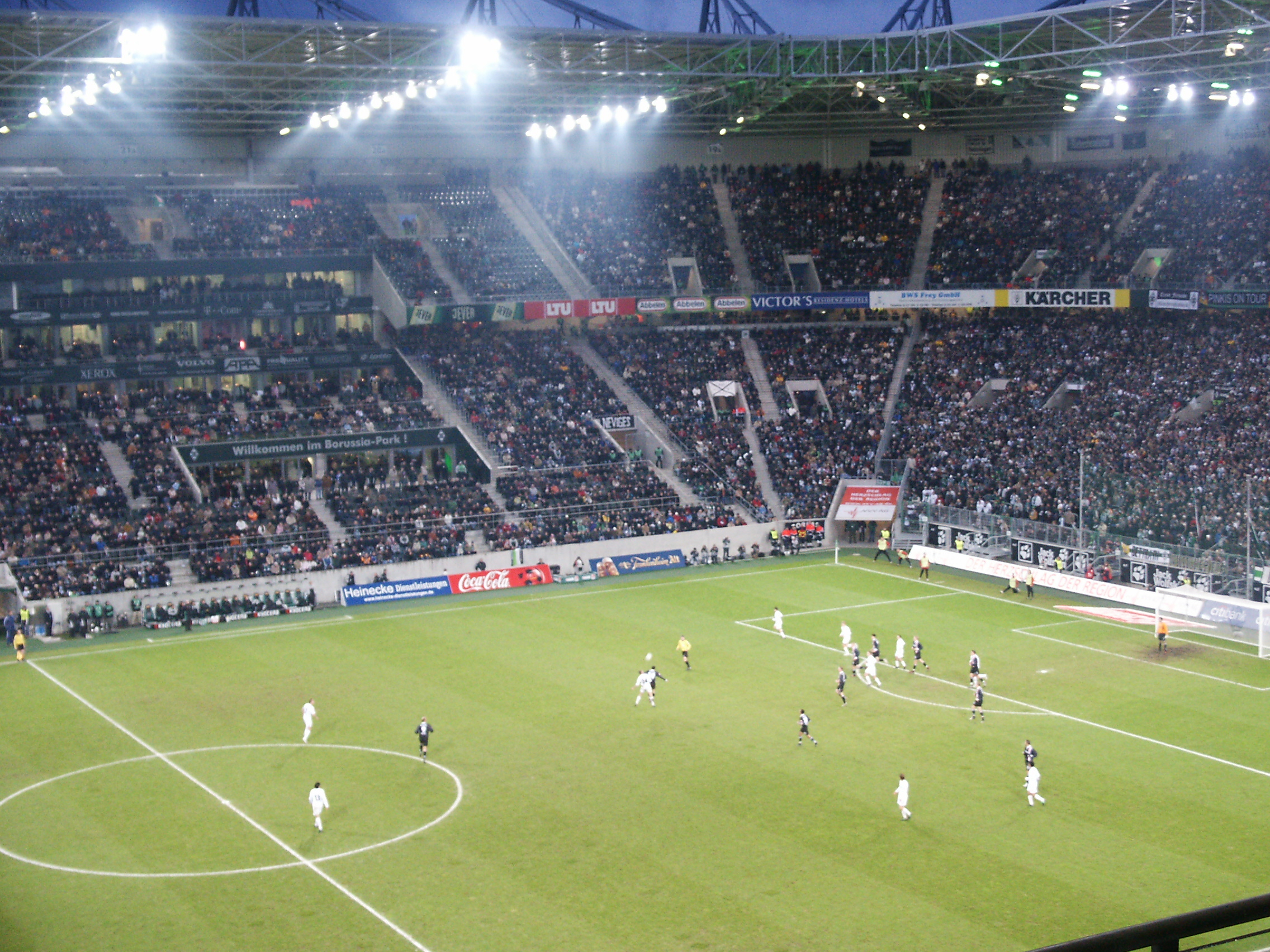
Stadion im Borussia-Park

In 1894 werd FC 1894 München-Gladbach opgericht, deze club is de oudste club van de voormalige West-Duitse voetbalbond. In de begindagen van het voetbal was de club, die nu onder de naam 1. FC Mönchengladbach speelt, een club die tot 1933 op het hoogste niveau speelde maar intussen is weggezakt naar lagere reeksen. Borussia Mönchengladbach is de bekendste club van de stad en werkte zich rond 1910 op naar de hoogste klasse en speelde daar met wisselend succes. Grootste bloeiperiode kwam in de jaren zeventig met vijf landstitels en twee Europese titels. Voor 1933 waren ook andere clubs uit de stad (FC Eintracht München-Gladbach, Rheydter SpV 05, SC Viktoria 04 Rheydt, SpVg 05/07 Odenkirchen en SV 1910 Lürrip) enkele seizoenen actief in de hoogste klasse.

### Openbaar vervoer
- Monchengladbach Hauptbahnhof, binnen de gemeente Monchengladbach bevindt zich ook Rheydt Hauptbahnhof waarmee het de enige gemeente in Duitsland is met 2 hauptbahnhofen.

- Tot 1969 bestond de Tram van Monchengladbach. Het huidige stads en streekvervoer wordt uitgevoerd per bus door NIEUW mobiel en actief Mönchengladbach.

## Stedenbanden
- North Tyneside (Verenigd Koninkrijk) sinds 1958
- Roubaix (Frankrijk), sinds 1969
- Thurrock (Verenigd Koninkrijk), sinds 1969
- Verviers (België) sinds 1970
- Bradford (Verenigd Koninkrijk), sinds 1971
- Roermond (Nederland), sinds 1971

## Geboren
- Wilhelm Wickop (1824-1908), architect
- Joseph Pilates (1883-1967), uitvinder fitnessmethode
- Hans Jonas (1903-1993), filosoof
- Elisabeth Gottschalk (1912-1989), historisch-geografe
- Horst-Dieter Höttges (1943-2023), voetballer
- Günter Netzer (1944), voetballer, trainer, ondernemer en analist
- Jupp Heynckes (1945), voetballer en trainer
- Armin Krings (1962), Luxemburgs voetballer
- Michael Frontzeck (1963), voetballer
- Michael Hilgers (1966), hockeyer
- Heinz-Harald Frentzen (1967), autocoureur
- Melanie Kraus (1974), atlete
- Nick Heidfeld (1977), Formule 1-coureur
- Marcell Jansen (1985), voetballer
- Isabell Herlovsen (1988), voetbalster
- Marc-André ter Stegen (1992), voetballer
- Anne Moll (2005), voetbalster

## Galerij

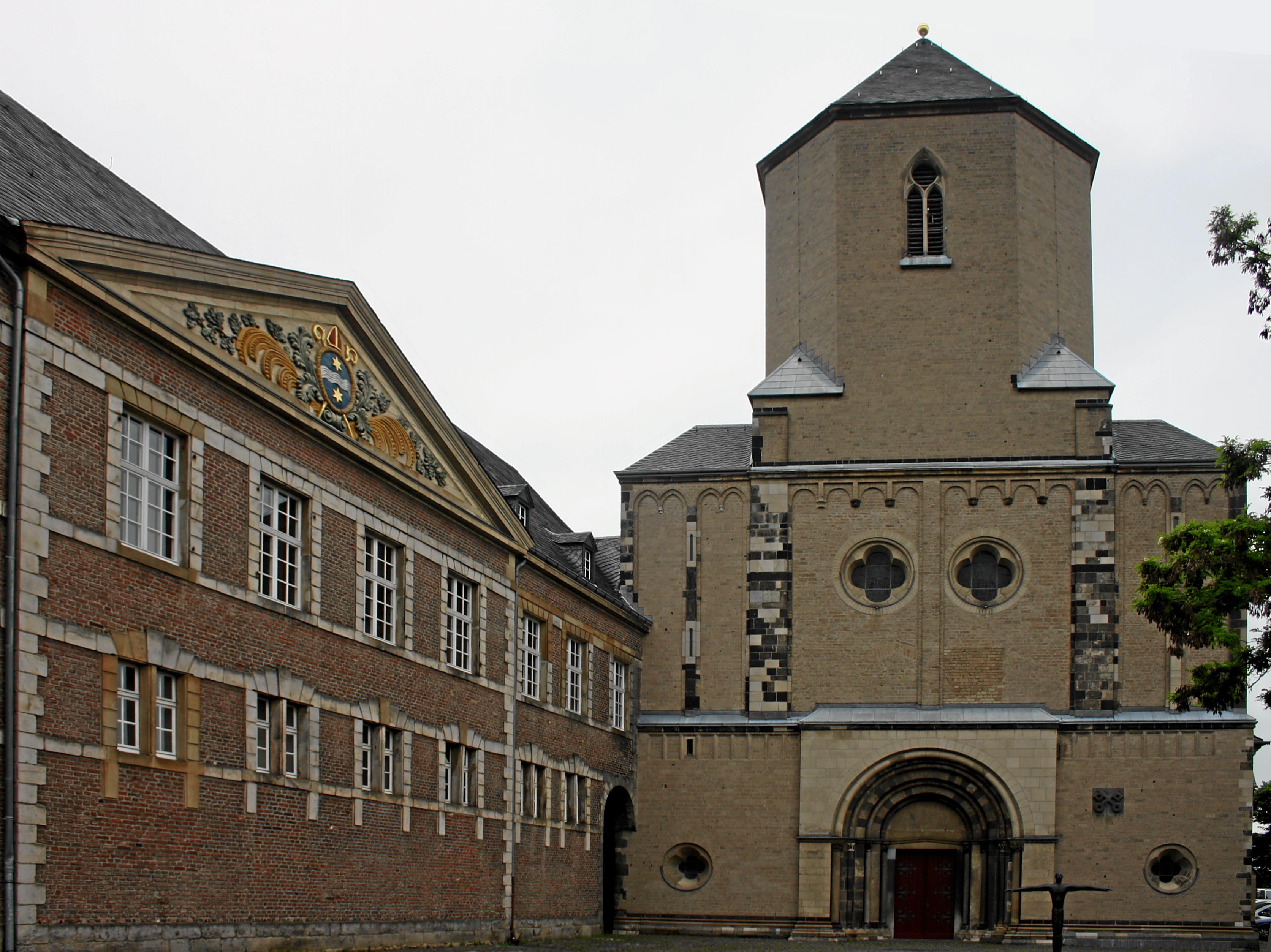
Raadhuis en St. Vitus-kerk
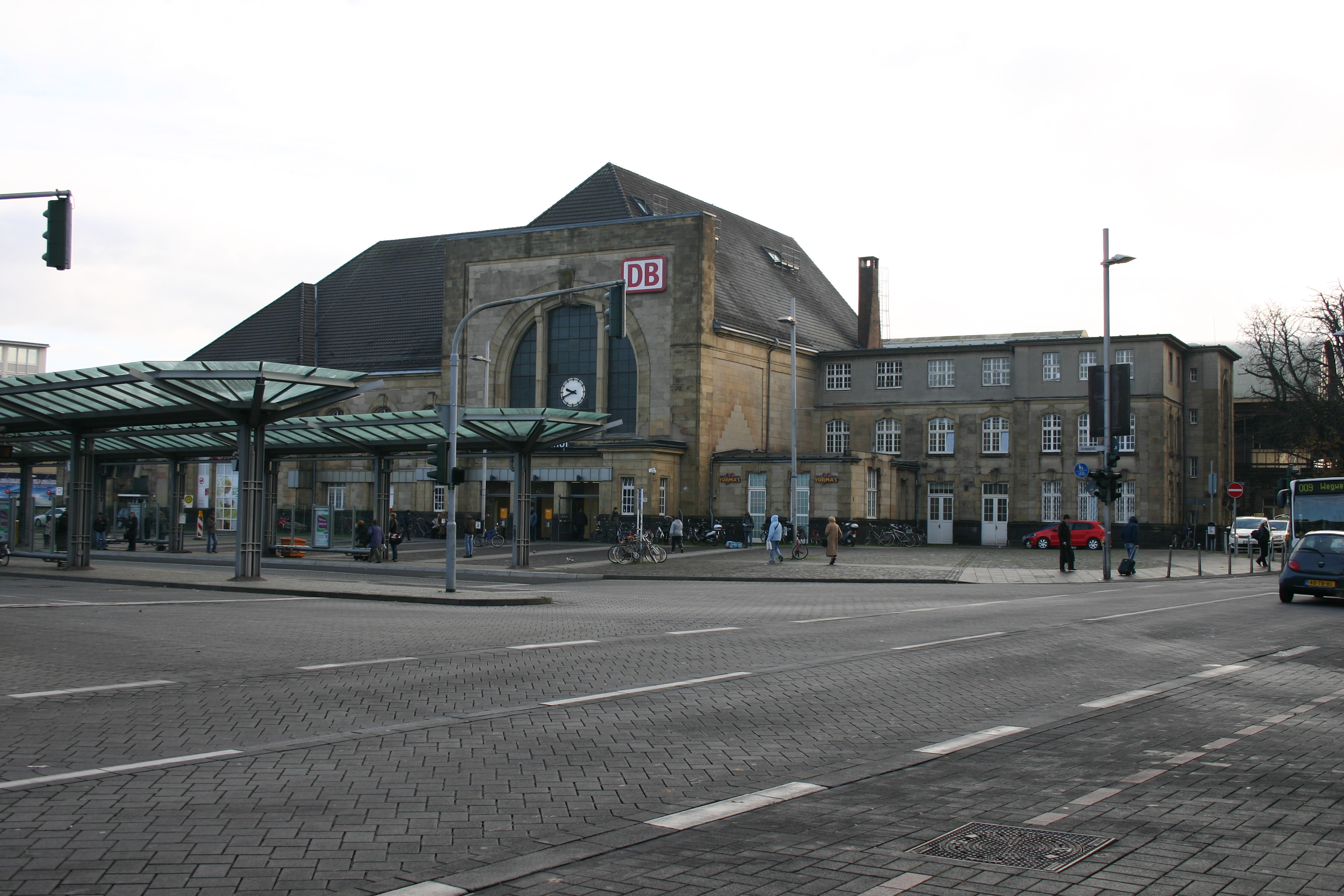
Mönchengladbach Hauptbahnhof (centraal station)
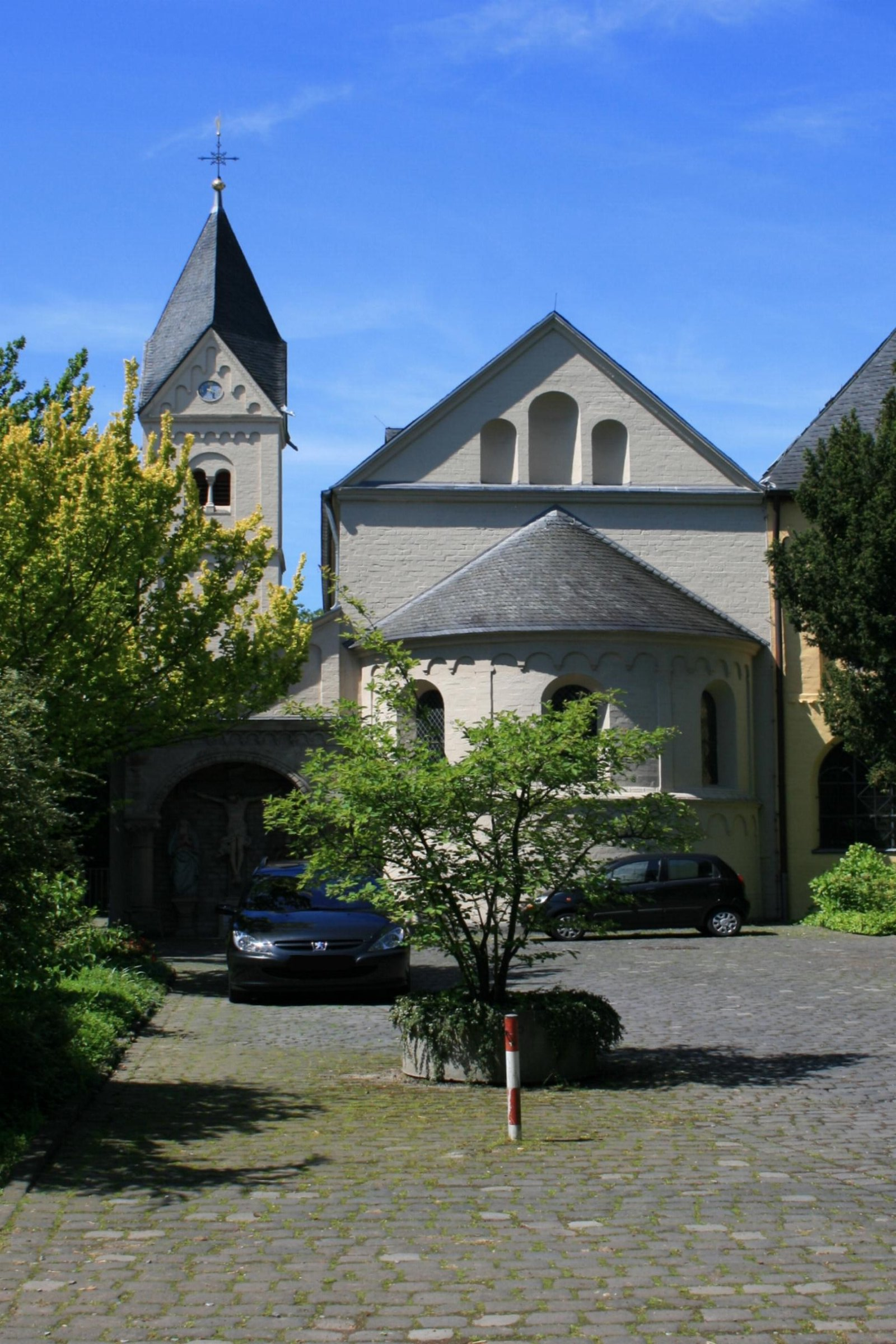
Kloster Neuwerk
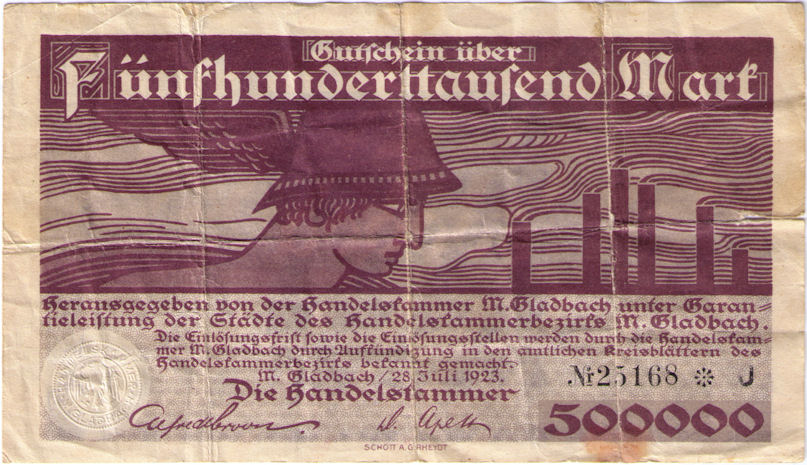
Noodgeld uit 1923